# 48798 Penghuanwu
48798 Penghuanwu è un asteroide della fascia principale. Scoperto nel 1997, presenta un'orbita caratterizzata da un semiasse maggiore pari a 2,7655793 UA e da un'eccentricità di 0,1308457, inclinata di 8,34830° rispetto all'eclittica.